# Al-Shamal Sports Club
Al-Shamal (Árabe: نادي الشمال الرياضي) é uma agremiação esportiva de Madinat ash Shamal, Qatar, fundada em 1980.

## Títulos
- 2ª divisão do Qatar: 1

2002; 2014
- Copa Sheikh Jassem do Qatar: 1

1996;